# Distretto di Tone
Il distretto di Tone (利根郡, Tone-gun?) è uno dei distretti della prefettura di Gunma, in Giappone.
Attualmente fanno parte del distretto i comuni di Katashina, Kawaba, Minakami e Shōwa.